# Quicolo
Quicolo é uma comuna e distrito urbano angolano que se localiza na província de Luanda, pertencente ao município de Cacuaco.